# Latimore (artist)
Benjamin "Benny" Latimore, mer känd som Latimore, född 7 september 1939 i Charleston i Tennessee, är en amerikansk blues- och rhythm & blues-sångare, låtskrivare och pianist. Han var känd som Benny Latimore innan han tog efternamnet som artistnamn. Ett av hans album, Latt Is Back (2003), har dessutom släppts under namnet Lattimore.
Latimores stora genombrott kom 1974 med Let's Straighten It Out som blev etta på Billboards R&B-lista. Hans största framgångar fortsatte till slutet av 1970-talet. Efter att hitlåtarna upphörde på 1980-talet har Latimore fortsatt turnera och släppa nya skivor. Han valdes in i Blues Hall of Fame 2017.